# Atletica leggera ai Giochi della XV Olimpiade - Staffetta 4×100 metri maschile

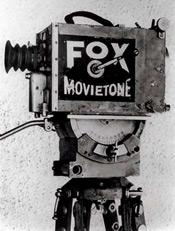
Video della Finale (la gara è mostrata dal minuto 5'39" alla fine)

La competizione della staffetta 4×100 metri maschile di atletica leggera ai Giochi della XV Olimpiade si è disputata nei giorni 26 e 27 luglio 1952 allo Stadio olimpico di Helsinki.

## Risultati

### Turni eliminatori
| 4 Batterie   | 26 luglio | 22 squadre | Si qualificano le prime 3. |
| 2 Semifinali | 27 luglio | 6 + 6      | Si qualificano le prime 3. |
| Finale       | 27 luglio | 6 squadre  |                            |

### Batterie
| Pos. | Nazione     | Atleti                                                         | Tempo Ufficiale | Tempo Ufficioso |
| ---- | ----------- | -------------------------------------------------------------- | --------------- | --------------- |
| 1    | Stati Uniti | Dean Smith Harrison Dillard Lindy Remigino Andrew Stanfield    | 40"3            | 40"34           |
| 2    | Francia     | Alain Porthault Étienne Bally Yves Camus René Bonino           | 40"8            | 40"98           |
| 3    | Polonia     | Dominik Sucheński Zygmunt Buhl Zdobysław Stawczyk Emil Kiszka  | 41"8            | 42"00           |
| 4    | Finlandia   | Adolf Turakainen Voitto Hellstén Pauli Tavisalo Issi Baran     | 42"0            | 42"20           |
| 5    | Canada      | Gordon Crosby Donald McFarlane Robert Hutchinson Walter Sutton | 42"6            | 42"73           |
| 6    | Portogallo  | Tomás Paquete Fernando Casimiro Eugénio Eleutério Rui Maia     | 42"8            | 43"01           |
| 7    | Egitto      | Emad El-Din Shafei Fouad Yazgi Fawzi Chaaban Youssef Ali Omar  | 42"9            | 43"02           |

| Pos. | Nazione       | Atleti                                                               | Tempo Ufficiale | Tempo Ufficioso |
| ---- | ------------- | -------------------------------------------------------------------- | --------------- | --------------- |
| 1    | Gran Bretagna | McDonald Bailey William Jack Jack Gregory Brian Shenton              | 41"2            | 41"43           |
| 2    | Italia        | Franco Leccese Antonio Siddi Giorgio Sobrero Carlo Vittori           | 41"5            | 41"73           |
| 3    | Cuba          | Evelio Planas Samuel Anderson Angel García Rafael Fortún             | 41"9            | 42"14           |
| 4    | Costa d'Oro   | George Acquaah Gabriel Laryea John Owusu Augustus Lawson             | 42"1            | 42"27           |
| 5    | Australia     | Morris Curotta Edwin Carr Jr. Raymond Weinberg Kenneth Doubleday     | 42"3            | 42"38           |
| 6    | Thailandia    | Adulya Vanastit Aroon Sankosik Pongamat Amatayakul Boonterm Pakpuang | 44"5            | 44"81           |

| Pos. | Nazione        | Atleti                                                           | Tempo Ufficiale | Tempo Ufficioso |
| ---- | -------------- | ---------------------------------------------------------------- | --------------- | --------------- |
| 1    | Ungheria       | László Zarándi Géza Varasdi György Csányi Béla Goldoványi        | 41"0            | 41"15           |
| 2    | Cecoslovacchia | František Brož Jiří David Miroslav Horčic Zdeněk Pospíšil        | 41"5            | 41"49           |
| 3    | Argentina      | Enrique Beckles Mariano Acosta Gerardo Bönnhoff Romeo Galán      | 41"5            | 41"56           |
| 4    | Germania       | Peter Kraus Werner Zandt Josef Heinen Franz Happernagel          | 41"5            | 41"63           |
| 5    | Svizzera       | Willy Schneider Willy Eichenberger Ernst Mühlethaler Hans Wehrli | 41"6            | 41"81           |

| Pos.   | Nazione          | Atleti                                                                  | Tempo Ufficiale | Tempo Ufficioso |
| ------ | ---------------- | ----------------------------------------------------------------------- | --------------- | --------------- |
| 1      | Unione Sovietica | Boris Tokarev Lev Kaljaev Levan Sanadze Vladimir Sucharev               | 41"3            | 41"45           |
| 2      | Nigeria          | Titus Erinle Rafiu Oluwa Karim Olowu Muslim Arogundade                  | 42"4            | 42"63           |
| 3      | Pakistan         | Muhammad Sharif Butt Muhammad Fazil Abdul Aziz Muhammad Aslam           | 42"8            | 42"91           |
| Squal. | Islanda          | Ingi Þorsteinsson Pétur Sigurðsson Hörður Haraldsson Ásmundur Bjarnason |                 | (43"25)         |

### Semifinali
| Pos. | Nazione          | Atleti                                                        | Tempo Ufficiale | Tempo Ufficioso |
| ---- | ---------------- | ------------------------------------------------------------- | --------------- | --------------- |
| 1    | Stati Uniti      | Dean Smith Harrison Dillard Lindy Remigino Andrew Stanfield   | 40"4            | 40"51           |
| 2    | Unione Sovietica | Boris Tokarev Lev Kaljaev Levan Sanadze Vladimir Sucharev     | 40"7            | 41"01           |
| 3    | Gran Bretagna    | McDonald Bailey William Jack Jack Gregory Brian Shenton       | 41"0            | 41"24           |
| 4    | Argentina        | Enrique Beckles Mariano Acosta Gerardo Bönnhoff Romeo Galán   | 41"4            | 41"61           |
| 5    | Polonia          | Dominik Sucheński Zygmunt Buhl Zdobysław Stawczyk Emil Kiszka | 41"8            | 41"91           |
| 6    | Pakistan         | Muhammad Sharif Butt Muhammad Fazil Abdul Aziz Muhammad Aslam | 42"0            | 42"15           |

| Pos. | Nazione        | Atleti                                                     | Tempo Ufficiale | Tempo Ufficioso |
| ---- | -------------- | ---------------------------------------------------------- | --------------- | --------------- |
| 1    | Ungheria       | László Zarándi Géza Varasdi György Csányi Béla Goldoványi  | 40"9            | 40"99           |
| 2    | Francia        | Alain Porthault Étienne Bally Yves Camus René Bonino       | 40"9            | 41"02           |
| 3    | Cecoslovacchia | František Brož Jiří David Miroslav Horčic Zdeněk Pospíšil  | 41"3            | 41"46           |
| 4    | Cuba           | Evelio Planas Samuel Anderson Angel García Rafael Fortún   | 41"5            | 41"67           |
| 5    | Nigeria        | Titus Erinle Rafiu Oluwa Karim Olowu Muslim Arogundade     | 41"9            | 42"01           |
| -    | Italia         | Franco Leccese Antonio Siddi Giorgio Sobrero Carlo Vittori | NP              | NP              |

L'Italia non è scesa in pista per un incidente a Franco Leccese.

### Finale
| Pos.    | Corsia | Nazione          | Atleti                                                      | Tempo Ufficiale | Tempo Ufficioso |
| ------- | ------ | ---------------- | ----------------------------------------------------------- | --------------- | --------------- |
| Oro     | 2      | Stati Uniti      | Dean Smith Harrison Dillard Lindy Remigino Andrew Stanfield | 40"1            | 40"26           |
| Argento | 3      | Unione Sovietica | Boris Tokarev Lev Kaljaev Levan Sanadze Vladimir Sucharev   | 40"3            | 40"58           |
| Bronzo  | 6      | Ungheria         | László Zarándi Géza Varasdi György Csányi Béla Goldoványi   | 40"5            | 40"83           |
| 4       | 1      | Gran Bretagna    | McDonald Bailey William Jack Jack Gregory Brian Shenton     | 40"6            | 40"85           |
| 5       | 5      | Francia          | Alain Porthault Étienne Bally Yves Camus René Bonino        | 40"9            | 41"10           |
| 6       | 4      | Cecoslovacchia   | František Brož Jiří David Miroslav Horčic Zdeněk Pospíšil   | 41"2            | 41"41           |